# Liste de mosquées de Grèce
Cette liste de mosquées en Grèce recense, de manière non exhaustive, les mosquées anciennes et actuelles en Grèce. La liste ci-dessous témoigne principalement de l'héritage patrimonial de la domination ottomane en Grèce, depuis le XIVe siècle jusqu'à la fin de la guerre d'indépendance et le rattachement successif des différents territoires constitutifs de la Grèce actuelle. Elle met en outre en lumière les lieux de culte actuels de la communauté musulmane présente dans le pays, en particulier en Thrace occidentale, à Rhodes et à Kos.
Dans un premier temps, cette liste répertorie les mosquées « reliques » de l'époque ottomane encore visibles de nos jours, bien que celles-ci ne soient dans l'immense majorité des cas plus dédiées au culte musulman. Sont incluses dans ce recensement classé par périphérie les mosquées présentant de nos jours divers états de conservation.
Une typologie basée sur l'état de conservation présent est ainsi traduite dans les tableaux ci-dessous par des lignes de couleur différente :
| Les lignes en gris clair caractérisent des mosquées dans un état structurel relativement bon, qui disposent dans la plupart des cas d'un dôme au moins partiellement subsistant. |
| Les lignes en gris plus foncé signalent des mosquées en mauvais état structurel. Les vestiges dépassent les simples fondations car un ou plusieurs pans de mur ou une partie d'un minaret subsistent. En revanche, le dôme est dans la plupart des cas manquant.                     |
| Les lignes en jaune clair qualifient des mosquées historiques aujourd'hui converties en églises. Seules les églises présentant d'importantes traces architecturales du passé de mosquée, telles un minaret, un mihrab, un dôme, un plan carré ou un porche, sont listées ci-dessous. |

Cette liste ne répertorie pas les mosquées dont les vestiges actuels, réduits aux fondations, ne présentent aucune élévation architecturale. Elle n'intègre pas non plus les anciennes mosquées ottomanes aujourd'hui transformées en maisons particulières, comme c'est le cas notamment à Thessalonique, Véria ou encore Kavala.
Enfin, dans un second temps, cette page dresse une ébauche des mosquées postérieures à la domination ottomane vouées au culte musulman, en Thrace occidentale et depuis 2017 à Athènes.

## Liste de mosquées subsistantes de l'époque ottomane par périphérie

### Attique
| Nom(s)                                       | Image | Localisation                                         | Dates clés                                         | Description et remarques |
| -------------------------------------------- | ----- | ---------------------------------------------------- | -------------------------------------------------- | --- |
| Mosquée Fethiye (« mosquée de la conquête ») |       | Athènes, Agora romaine, 37° 58′ 28″ N, 23° 43′ 36″ E | 1re mosquée : vers 1456 Reconstruction : 1668-1670 | Une première mosquée fut érigée à l'emplacement d'une basilique byzantine peu de temps après la conquête ottomane et avant la visite du sultan Mehmed II en 1458. L'édifice initial fut pourtant reconstruit entre 1668 et 1670. Après l'indépendance, la mosquée servit de séminaire, de caserne, de prison, puis d'entrepôt archéologique. Rénovée en 2017, elle est depuis utilisée comme espace culturel. |
| Mosquée Tzistarakis                          |       | Athènes, Monastiráki, 37° 58′ 33″ N, 23° 43′ 34″ E   | Construction : 1759 ou 1763-1764 ou 1799           | Commanditée vers 1760 par Moustafa Agha Tzistarakis, gouverneur d'Athènes, la mosquée eut de nombreux usages à l'issue de la domination ottomane, tour à tour assemblée, caserne, prison, salle de gala et entrepôt. Le bâtiment fut largement rénové en 1915 par Anastásios Orlándos. Depuis 1918, il sert d'espace d'exposition pour l'actuel musée de la culture grecque moderne.                          |

### Crète
| Nom(s)                                                                                             | Image                       | Localisation                            | Dates clés                                                            | Description et remarques |
| -------------------------------------------------------------------------------------------------- | --------------------------- | --------------------------------------- | --------------------------------------------------------------------- | --- |
| Mosquée de Ierápetra (en)                                                                          | Ierapetra R04               | Ierápetra, 35° 00′ 20″ N, 25° 44′ 09″ E | Construction : 1891-1892                                              | Presque parfaitement carré (11,65 m par 11,75 m), l'édifice situé dans le quartier de Káto Merá est flanqué d'un minaret à l'angle nord-ouest, dont la partie supérieure s'est effondrée lors d'un tremblement de terre en 1953. Au nord, les traces d'un porche sont encore visibles. Le lieu accueille de nos jours des expositions artistiques.                                                                                               |
| Mosquée Ankebut-Ahmed-Pacha — (église Saint-Jean)                                                  |                             | Ierápetra, 35° 00′ 23″ N, 25° 44′ 17″ E | Construction : XVIIe siècle Conversion : ?                            | De taille et d'orientation quasi identique à la mosquée subsistante de Ierápetra, cette ancienne mosquée érigée au XVIIe siècle porte le nom du commandant de la campagne crétoise. L'édifice fut converti en église après le départ des Ottomans. Sa forme carrée, caractéristique des mosquées ottomanes de l'époque, est aujourd'hui un héritage de sa vocation de lieu de culte musulman.                                                    |
| Mosquée Neratzes (el) (« mosquée du bigaradier ») ou mosquée Gazi Hussein                          |                             | Réthymnon, 35° 22′ 09″ N, 24° 28′ 28″ E | Construction : entre 1646 et 1654 ou 1657                             | Bâtie à l'emplacement du monastère catholique des augustins, la mosquée commanditée par le pacha Gazi Hussein est l'une des plus impressionnantes de Grèce. Son nom courant provient de l'oranger qui occupait autrefois le jardin attenant. Depuis 1939, l'édifice abrite un conservatoire. Des travaux de restauration du minaret à deux balcons, datant de 1890-1891, ont été achevés en 2020,.                                               |
| Mosquée Kara-Musa-Pacha (el)                                                                       |                             | Réthymnon, 35° 22′ 00″ N, 24° 28′ 44″ E | Construction : années 1680                                            | Elle fut construite vers 1680 à l'emplacement du monastère catholique de sainte Barbara par Kara Musa Pacha (en), amiral conquérant de Réthymnon et bref grand vizir, qui est enterré dans le turbe environnant en 1692. Son minaret est partiellement préservé. Restauré en 2008, le monument fait désormais office de centre d'information sur l'architecture ottomane en Crète.                                                               |
| Mosquée de la sultane validé                                                                       |                             | Réthymnon, 35° 22′ 21″ N, 24° 28′ 16″ E | Construction : années 1650                                            | Peu de temps après la prise de la ville par les Ottomans, cette nouvelle mosquée fut dédiée à Hatice Turhan, mère du sultan Mehmed IV. Son minaret a été reconstruit en 1878 et restauré au milieu des années 2010. La mosquée de la sultane validé est localement connue comme la « mosquée de la Grande porte ». |
| Mosquée Veli-Pacha (en) ou mosquée de Mastamba                                                     | Rethymnon (79)              | Réthymnon, 35° 21′ 49″ N, 24° 28′ 40″ E | Construction : années 1660                                            | Construite hors les murs par un partisan d'Hussein Pacha à l'emplacement d'une église dédiée à saint Onuphre, la mosquée présente un toit à six petits dômes et un porche surmonté de trois plus grands dômes. Son minaret, datant de 1789, est aujourd'hui le plus ancien de la ville. Le monument fut restauré au début des années 2010 et abrite le musée paléontologique de Réthymnon.                                                       |
| Mosquée du sultan Ibrahim                                                                          | Τέμενος Σουλτάν Ιμπαήμ 3101 | Réthymnon, 35° 22′ 21″ N, 24° 28′ 16″ E | Construction : 1646 ou entre 1646 et 1649                             | À l'origine église vénitienne datant de 1585, le monument fut converti en mosquée dédiée au sultan Ibrahim Ier durant la période ottomane. Bien que le minaret se soit effondré au début du XXe siècle, l'édifice impressionne par son dôme de 11 m de diamètre. Restaurée entre 2002 et 2004, l'ancienne mosquée est aujourd'hui utilisée comme espace d'exposition.                                                                            |
| Mosquée Hassan-Pacha ou Mosquée des janissaires                                                    | Janissaries Mosque, Chania  | La Canée, 35° 31′ 03″ N, 24° 01′ 04″ E  | Construction : 1645-1748                                              | Construite peu après la conquête ottomane de l'île en l'honneur du premier commandant de la garnison de La Canée, Küçük Hassan Pacha, celle qui est couramment dénommée la « mosquée du bord de mer » est l'un des symboles de la ville. Restaurée dans les années 1960 puis en 1998, elle est aujourd'hui utilisée comme espace d'exposition.                                                                                                   |
| Mosquée de l'Agha                                                                                  |                             | La Canée, 35° 30′ 55″ N, 24° 01′ 15″ E  | Construction : ?                                                      | Utilisée pendant des années comme atelier d'artisanat, la mosquée tire probablement son nom d'Haseki Ali Agha, premier chef des janissaires après la conquête ottomane de La Canée en 1645. L'édifice fut sans doute érigé à l'emplacement d'une église catholique dédiée à saint Georges, en face du monastère de Santa Maria della Misericordia. Son imposant minaret intact est le seul de Crète à être de nos jours surmonté d'un croissant. |
| Mosquée du sultan Ibrahim — (église Saint-Nicolas)                                                 |                             | La Canée, 35° 30′ 59″ N, 24° 01′ 21″ E  | Construction : années 1640 Conversion : 1918                          | Après avoir démoli le clocher à l'angle nord-est, les Ottomans érigèrent un minaret à l'angle sud-est de l'église saint-Nicolas du couvent dominicain. Aujourd'hui, symbolique forte de l'histoire crétoise, le clocher reconstruit fait face au minaret restauré entre 1998 et 2000 à la suite de dégâts causés par la foudre. |
| Mosquée du vizir — (église Saint-Tite (el))                                                        |                             | Héraklion, 35° 20′ 24″ N, 25° 08′ 05″ E | Construction : 1678 Reconstruction : peu après 1856 Conversion : 1924 | Construite moins de dix ans après la prise de Candie par les Ottomans en 1669 à l'emplacement de la principale basilique vénitienne de la ville dédiée à saint-Tite, la mosquée fut ordonnée par le grand vizir Fazıl Ahmet Köprülü. L'édifice fut détruit par le tremblement de terre de 1856 puis reconstruit. De chaque côté de l'entrée, deux mihrabs à muqarnas accueillent désormais des icônes orthodoxes.                                |
| Mosquée de Koules                                                                                  |                             | Héraklion, 35° 20′ 41″ N, 25° 08′ 14″ E | Construction : ?                                                      | Une petite mosquée fut érigée au sein de la forteresse d'Héraklion durant l'occupation ottomane, à l'emplacement d'un phare vénitien. L'édifice fut détruit au XIXe siècle lors d'une révolte crétoise et le minaret, dont il ne subsiste aujourd'hui que la base restaurée, fut à nouveau transformé en phare. |
| Mosquée du Defterdar (« mosquée du ministre des finances ») — (ancienne basilique Saint-Marc (en)) |                             | Héraklion, 35° 20′ 21″ N, 25° 08′ 01″ E | Construction : Dernier quart du XVIIe siècle                          | La basilique Saint-Marc (en) fut érigée en 1239 à la suite de la prise de possession de l'île par les Vénitiens. Peu après la conquête de la ville par les armées ottomanes en 1669, l'édifice fut converti en mosquée en l'honneur du ministre des Finances Ahmed Pacha, à qui l'édifice avait été cédé. Le monument garda sa fonction de mosquée jusqu'en 1915. La base du minaret est encore visible à l'angle sud-ouest.                     |

### Égée-Méridionale
| Nom(s)                                                                            | Image                    | Localisation                                        | Dates clés                                         | Description et remarques |
| --------------------------------------------------------------------------------- | ------------------------ | --------------------------------------------------- | -------------------------------------------------- | --- |
| Mosquée Ibrahim-Pacha (en)                                                        |                          | Rhodes, vieille ville, 36° 26′ 34″ N, 28° 13′ 41″ E | Construction : 1531, 1541, peu avant 1535          | Ordonnée par Soliman, la mosquée portant le nom du grand vizir Ibrahim Pacha est composée d'une salle de prière carrée surmontée d'un grand dôme, d'un porche à double colonnade et d'une fontaine. Le minaret originel à double balcon fut détruit en 1880 en raison de sa vétusté et un nouveau fut érigé en 1927. C'est actuellement l'unique mosquée de l'île ouverte de manière permanente au culte. |
| Mosquée Mourad-Rais                                                               | Murat Reis Mosque        | Rhodes, 36° 27′ 08″ N, 28° 13′ 27″ E                | 1re mosquée : 1622-1623 Reconstruction : 1797-1798 | La mosquée, à la riche décoration intérieure, fut érigée vers 1623 par Ebubekir Pacha à l'emplacement de l'église saint-Antoine en l'honneur de Mourad Rais, l'un des plus grands amiraux ottomans de l'époque de Soliman. L'édifice fut restauré en 1797-1798 par Mourabıt Hassan Bey. Aujourd'hui, bien que la partie supérieure du minaret ait été reconstruite, le lieu demeure sans affectation. Un cimetière ottoman entoure l'édifice, dans lequel les tombes de Mourad Rais et d'importants dignitaires sont encore visibles de nos jours. Des travaux de restauration sont annoncés en mars 2024. |
| Mosquée Recep-Pacha (en)                                                          |                          | Rhodes, vieille ville, 36° 26′ 30″ N, 28° 13′ 36″ E | Construction : 1582 ou 1588                        | Commanditée par Recep Pacha, la mosquée au tuiles d'Iznik du XVIe siècle dispose d'un minaret tronqué dans le coin nord-ouest, d'un imposant porche, d'un dôme, ainsi que d'une tombe et d'une fontaine à huit piliers environnantes. Endommagée et pillée pendant la Seconde Guerre mondiale, d'importants travaux de restauration ont été conduits depuis le milieu des années 2000. |
| Mosquée du sultan Moustafa                                                        |                          | Rhodes, vielle ville, 36° 26′ 34″ N, 28° 13′ 31″ E  | Construction : 1764 ou 1765                        | L'édifice, tout en hauteur, situé près des bains également commandités par Moustafa III, a perdu de nos jours son haut porche, de même que son minaret en 1973. Depuis 1977, le lieu est ponctuellement mis à disposition de la communauté musulmane, notamment pour les mariages. La façade et la toiture ont été rénovées au milieu des années 2010. |
| Mosquée Süleymaniye                                                               |                          | Rhodes, vieille ville, 36° 26′ 38″ N, 28° 13′ 27″ E | 1re mosquée : 1540-1541 Reconstruction : 1808      | Érigée après la prise de la ville par les Ottomans à l'emplacement de l'église des Apôtres, la mosquée fut reconstruite en 1808. L'édifice est constitué de deux espaces accolés à une salle de prière carrée, d'un porche surmonté de sept dômes et d'une toiture, ainsi que d'un minaret à double balcon. Restauré dans les années 1990, le lieu fonctionne depuis 2005 comme musée et demeure ouvert pour certaines fêtes religieuses. |
| Mosquée Mehmet-Agha                                                               | Rhodos157                | Rhodes, vieille ville, 36° 26′ 37″ N, 28° 13′ 34″ E | 1re mosquée : ? Reconstruction : 1819-1820         | Construit vers 1819, le bâtiment fut largement remanié en 1875 à la suite du séisme de 1856. Endommagée lors de la Seconde Guerre mondiale, des restaurations furent conduites en 1948. Dans les années 1970, le minaret et le balcon en bois en mauvais état furent déposés puis rénovés en 2004. |
| Mosquée Hamza-Bey                                                                 |                          | Rhodes, vieille ville, 36° 26′ 35″ N, 28° 13′ 23″ E | Construction : 1887 ?                              | Située au sud-ouest de la mosquée de Soliman et à 150 m à l'est de celle du sultan Moustafa, cette petite mosquée carrée, construite à l'emplacement de l'église du Sauveur, dispose d'un minaret tronqué à hauteur du balcon et d'un mihrab à la décoration peinte représentant une lampe à huile. Des travaux de restauration portant principalement sur le minaret ont été conduits au milieu des années 2000. |
| Mosquée Şadırvan (« mosquée de la fontaine »)                                     |                          | Rhodes, vieille ville, 36° 26′ 38″ N, 28° 13′ 40″ E | Construction : 1887-1888                           | L'édifice octogonal fut érigé par deux chefs locaux à la fin du XIXe siècle, pendant le règne du sultan Abdülhamid II. Située à proximité de la place Hippocrate, la mosquée possède un minbar en bois et est accessible par un escalier. Rénovée en 2004, elle sert aujourd'hui d'entrepôt pour l'un des commerces de la rue Socrate. |
| Mosquée kavaklı (« mosquée du peuplier ») — (église Saint-Spyridon)               |                          | Rhodes, vieille ville, 36° 26′ 34″ N, 28° 13′ 34″ E | Construction : ? Conversion : ?                    | Des fouilles et des restaurations conduites en 1984 révélèrent que les Ottomans ont transformé en « petite mosquée » (masjid) une église datant du XIIe siècle, elle-même construite à l'emplacement d'un temple de l'époque hellénistique. De nos jours, un minaret complet flanque l'angle sud-ouest de l'édifice. |
| Mosquée Dolapli — (église de la Sainte-Trinité)                                   |                          | Rhodes, vieille ville, 36° 26′ 28″ N, 28° 13′ 46″ E | Construction : ? Conversion : ?                    | À l'emplacement d'une église datant probablement du XVe siècle fut élevée une « petite mosquée » (masjid) après la conquête ottomane. Aujourd'hui encore, le minaret à la structure massive est observable jusqu'au niveau inférieur du balcon. |
| Mosquée Borazanî-Baba — (église Saint-Cyriaque)                                   |                          | Rhodes, vieille ville, 36° 26′ 27″ N, 28° 13′ 37″ E | Construction : ? Conversion : ?                    | Située au sud de la vieille ville, la mosquée fut nommée en l'honneur de l'un des acteurs de la conquête de Rhodes par Soliman, dont la tombe orne la cour de l'édifice. Un minaret est préservé à l'angle nord-est de la mosquée. Le lieu fut rénové en 1870 par Müflir Ahmed Pacha puis bénéficia en 2006, comme de nombreux monuments ottomans de la ville, d'une campagne de restauration financée par l'Unesco. |
| Mosquée Bab-i Mesdud (« mosquée de la nouvelle porte ») — (église Saint-Athanase) |                          | Rhodes, vieille ville, 36° 26′ 26″ N, 28° 13′ 29″ E | Construction : ? Conversion : ?                    | Érigée à l'emplacement d'une ancienne église, au droit de la porte saint-Athanase, à l'extrémité sud-ouest des fortifications, la mosquée redevenue église présente peu de signes extérieurs du culte musulman. En revanche, un mihrab à muqarnas est préservé à l'intérieur. L'édifice fut restauré en 1979 et fouillé en 1991. |
| Mosquée Abdülhamid                                                                |                          | Rhodes, 36° 26′ 26″ N, 28° 13′ 29″ E                | Construction : 1906                                | La mosquée fut érigée en 1906 par le sultan Abdülhamid II en contrebas de l'acropole de Rhodes et au bord de la mer pour une communauté musulmane ayant fui la Crète. Seul le minaret rénové en 2012 est d'origine, la structure principale ayant été reconstruite en 1998. |
| Mosquée Ali-Hilmi-Pacha                                                           |                          | Rhodes, 36° 26′ 39″ N, 28° 13′ 10″ E                | Construction : 1909                                | Construite environ trois ans avant le départ des Ottomans par un dignitaire égyptien, cette petite mosquée carrée de 10 m de côté présente l'originalité d'un toit de tuiles en forme de pagode. |
| Mosquée Mourad — (église Saint-Jean)                                              |                          | Sgouroú, 36° 24′ 15″ N, 28° 12′ 01″ E               | Construction : 1628                                | Située à environ 3 km au sud de la vieille ville de Rhodes, la petite mosquée fut élevée sur une ancienne église par le sultan Mourad IV. Le minaret entièrement préservé est séparé du reste de l'édifice. |
| Mosquée de Sálakos                                                                |                          | Sálakos (en), 36° 17′ 26″ N, 27° 56′ 41″ E          | Construction : ?                                   | Dans le village de Sálakos, au centre de l'île de Rhodes, la petite mosquée rectangulaire sans minaret n'est plus utilisée depuis les années 1950. Sa date de construction précise est inconnue. |
| Mosquée Gâzi-Hassan-Pacha ou mosquée de la loggia                                 | Gazi Hassan Pasha Mosque | Kos, 36° 53′ 41″ N, 27° 17′ 27″ E                   | Construction : 1776-1777 ou 1786                   | Commandité par Gâzi Hassan Pacha, amiral et grand vizir, l'édifice rectangulaire à deux étages possède une entrée surélevée couverte d'un porche en bois et un minaret. Ce dernier fut endommagé par le séisme de 2017, qui détruisit la fontaine environnante. Des travaux de consolidation du minaret sont en cours mais l'édifice principal reste dans l'attente d'une campagne de restauration d'envergure. |
| Mosquée du Defterdar (de) (« mosquée du ministre des finances »)                  | Kos DeMos 01             | Kos, 36° 53′ 36″ N, 27° 17′ 20″ E                   | Construction : 1724-1725                           | Élevée par Ibrahim Effendi en 1724 à l'emplacement de l'église sainte-Parascève, sur l'actuelle place de la liberté, la mosquée à deux étages est composée de commerces au rez-de-chaussée. Le tremblement de terre de 2017 a causé des dégâts considérables à l'édifice puisque le minaret et la fontaine environnante se sont effondrés. Ce qui était avant le drame le principal lieu de culte de la communauté musulmane de l'île est désormais fermé au public. Fin 2022, des travaux de restauration sont en cours.                                                                                  |
| Ancienne mosquée ou mosquée Bab Gedid (de) (« mosquée de la nouvelle porte »)     |                          | Kos, 36° 53′ 28″ N, 27° 17′ 10″ E                   | 1re mosquée : 1586 Reconstruction : 1776-1777      | Depuis le tremblement de terre de 1933, il ne subsiste qu'une base de minaret de ce qui est potentiellement la plus ancienne mosquée de la ville. L'édifice actuel fut érigé vers 1777 à l'extrémité du bazar par Mourabit Hadji Moustafa Agha et son épouse, bien que certains spécialistes affirment qu'il s'agit des bienfaiteurs de la mosquée originelle, construite quelques décennies après la conquête de l'île par les Ottomans en 1523. |
| Mosquée Morouk                                                                    |                          | Kos, 36° 53′ 34″ N, 27° 17′ 16″ E                   | 1re mosquée : ? Reconstruction : 1892              | Du nom d'un riche seigneur de Morée, la mosquée initiale fut reconstruite sous Abdülhamid II. Endommagée par le tremblement de terre de 1933, la mosquée est louée comme local commercial par la communauté musulmane de Kos. |
| Mosquée Atik                                                                      |                          | Kos, 36° 53′ 33″ N, 27° 17′ 11″ E                   | 1re mosquée : ? Reconstruction : 1892              | La mosquée fut rénovée en 1892 mais son minaret fut détruit par le tremblement de terre de 1933. Le lieu accueille aujourd'hui un studio de photographie. |
| Mosquée Gâzi-Hassan-Pacha                                                         |                          | Platáni, 36° 52′ 55″ N, 27° 16′ 22″ E               | 1re mosquée : ?Reconstruction : 1784               | Au sud-ouest de la ville de Kos, la mosquée était le second lieu ouvert au culte musulman sur l'île avant sa fermeture en 2017 à cause du tremblement de terre. Elle fut reconstruite par Gâzi Hassan Pacha à la fin du XVIIIe siècle puis restaurée à la suite du séisme de 1933. |
| Mosquée de Kávos                                                                  |                          | Kastellórizo, 36° 09′ 06″ N, 29° 35′ 35″ E          | Construction : 1755                                | Située à la pointe de la petite péninsule que forme le quartier de Kávos, l'unique mosquée de l'île aux couleurs beige et rouge fut élevée à l'emplacement d'une église dédiée à sainte-Parascève. L'édifice abrite aujourd'hui un musée d'art populaire (en). |

### Égée-Septentrionale
| Nom(s)                                                                     | Image                                                     | Localisation                                  | Dates clés                                     | Description et remarques |
| -------------------------------------------------------------------------- | --------------------------------------------------------- | --------------------------------------------- | ---------------------------------------------- | --- |
| Mosquée Osman (en)                                                         |                                                           | Chios, 38° 22′ 28″ N, 26° 07′ 47″ E           | Construction : 1892                            | Sur ordre d'Abdülhamid II, dernier sultan de la dynastie ottomane, la mosquée Osmaniye est érigée de 1891 à 1892 dans le quartier franc de la citadelle de Chios (en). Elle présente une salle de prière carrée de 8 m de côté, un espace annexe et un minaret octogonal à l'angle nord-ouest. Classé en 1983 et restauré en 1997, le bâtiment est aujourd'hui ponctuellement utilisé pour des événements culturels. |
| Mosquée Abdülmecid                                                         |                                                           | Chios, 38° 22′ 14″ N, 26° 08′ 11″ E           | Construction : 1850                            | La mosquée, située sur la place centrale de la ville au sud de la forteresse, fut commanditée par le sultan Abdülmecid Ier, qui se déplaça en personne pour l'inauguration de l'édifice en 1850. Deux fontaines ornent la grande cour de l'entrée. Rénové dans les années 2000, le lieu accueille désormais le musée byzantin de Chios (es).                                                                         |
| Mosquée Bayrakli (« mosquée du porteur de drapeau ») ou mosquée Abdülhamid |                                                           | Chios, 38° 22′ 22″ N, 26° 08′ 10″ E           | Construction : 1892                            | Construite simultanément à la mosquée Osman, selon la volonté du sultan Abdülhamid II, l'édifice présente d'importantes similarités avec sa voisine. D'importants travaux de restauration ont été achevés à l'été 2023 et l'édifice est désormais un lieu culturel. |
| Mosquée de la sultane validé (en)                                          | 20150716 Valide Mosque Epano Skala Mytilene Lesvos Greece | Mytilène, 39° 06′ 43″ N, 26° 33′ 15″ E        | Construction : 1615 ou 1621,                   | Dans le quartier turc d'Epáno Skála, la mosquée est de forme carrée, couverte d'un toit et dispose d'un minaret tronqué à l'angle nord-ouest. L'aspect disparate des matériaux des façades traduit les phases de reconstruction successives. Abandonné depuis des années, l'édifice bénéficie de restaurations entamées en 2018.                                                                                     |
| Nouvelle Mosquée                                                           |                                                           | Mytilène, 39° 06′ 37″ N, 26° 33′ 28″ E        | Construction : 1825-1826                       | La plus grande mosquée de la ville est entourée d'une madrassa, de l'ancienne maison du mufti et d'un hammam. Elle présente un porche à cinq arches, une base de minaret et un imposant mihrab. Dépourvu de toit, l'édifice est à l'abandon depuis l'échange de population en 1923. Des actions associatives d'entretien sont conduites dans l'attente d'un projet de rénovation d'ampleur.                          |
| Mosquée du vizir Hassan Bey                                                |                                                           | Mytilène, 39° 06′ 43″ N, 26° 33′ 28″ E        | Construction : 1805                            | Connu localement comme la « mosquée du port », l'édifice est localisé à proximité du château. De forme rectangulaire et couverte d'un toit, le lieu appartient à un marchand de produits agricoles. |
| Mosquée de Kástro (en)                                                     |                                                           | Skiáthos, 39° 12′ 33″ N, 23° 27′ 38″ E        | Construction : ?                               | |
| Mosquée du bazar                                                           |                                                           | Méthymne, 39° 22′ 06″ N, 26° 10′ 30″ E        | Construction : 1903                            | Construite à proximité du hammam, la mosquée rectangulaire à deux étages est aujourd'hui utilisée comme espace de conférence et d'exposition. Du fait du dénivelé des lieux, le minaret, dont il ne subsiste que la base, est construit plus en hauteur. |
| Mosquée de Filía                                                           |                                                           | Fília, 39° 15′ 49″ N, 26° 08′ 28″ E           | Construction : ?                               | De forme rectangulaire, la mosquée est située en bordure du village, près de la rivière Tsichránda. Le minaret est conservé intact mais sans son toit. Le bâtiment fonctionne comme un entrepôt. Aux alentours de la mosquée se trouvent une fontaine et l'école ottomane. |
| Mosquée de Sígri — (église de la Sainte-Trinité)                           |                                                           | Sígri, 39° 12′ 43″ N, 25° 51′ 07″ E           | Construction : ? Conversion : 1923             | Située à l'extrême ouest de Lesbos, dans le village de Sígri, l'ancienne mosquée à deux étages et au toit à deux croupes mesure plus de 21 m de long et près de 12 m de large. Une fontaine, une forteresse ottomane et un hammam se trouvent à proximité de l'édifice devenu église orthodoxe en 1923. |
| Mosquée de Parákila                                                        |                                                           | Parákila (el), 39° 09′ 48″ N, 26° 08′ 24″ E   | Construction : ?                               | Les vestiges d'un minaret à la base ornée sont situées au sud du village de Parákila. |
| Mosquée de Mesagrós                                                        |                                                           | Mesagrós (el), 39° 02′ 02″ N, 26° 26′ 45″ E   | 1re mosquée : ?Reconstruction : 1824-1825      | Au cœur du village, la mosquée érigée vers 1825 sur un édifice antérieur présente la particularité d'être dotée de deux minarets, celui bien préservé datant de 1903. Bien que le plafond soit manquant, les vestiges de la porte, d'une fontaine et du mihrab demeurent. |
| Mosquée Hassan-Rais                                                        |                                                           | Skalochóri (el), 39° 15′ 31″ N, 26° 04′ 28″ E | Construction : seconde moitié du XVIIIe siècle | La mosquée fut commanditée par Hassan Rais, assimilé par certains auteurs à Gâzi Hassan Pacha, au cours de la seconde moitié du XVIIIe siècle. Le minaret, construit indépendamment de l'édifice principal aujourd'hui en ruine, est conservé sans son toit. |
| Mosquée de Kástro                                                          |                                                           | Mýrina, 39° 52′ 38″ N, 25° 03′ 21″ E          | Construction : ?                               | |

### Épire
| Nom(s)                                               | Image                                          | Localisation                                                 | Dates clés                                                         | Description et remarques |
| ---------------------------------------------------- | ---------------------------------------------- | ------------------------------------------------------------ | ------------------------------------------------------------------ | --- |
| Mosquée Faik-Pacha                                   |                                                | Árta, 39° 09′ 57″ N, 20° 58′ 22″ E                           | Construction : 1492-1493                                           | Du nom du conquérant ottoman de la ville en 1449, la mosquée formait un complexe composé notamment de bains, d'un imaret et d'une madrassa. Bien que le porche ait été démoli au XXe siècle, le minaret et le mihrab sont conservés en bon état. Depuis 2020, un projet de restauration est en cours. |
| Mosquée Feyzullah (el)                               |                                                | Árta, 39° 09′ 46″ N, 20° 58′ 55″ E                           | Construction : début du XVIe siècle ou peu après 1667-1668         | Portant le nom de son bienfaiteur, cette mosquée fut vendue à un particulier après le rattachement de la ville à la Grèce et utilisée comme magasin. Des ajouts modernes tendent à altérer la lisibilité du monument initial. Depuis l'expropriation par le ministère de la Culture en 1980, le bâtiment abrite les résultats des fouilles de la 8e Éphorie des antiquités d'Árta.                                                                                              |
| Mosquée Fethiye (en) (« mosquée de la conquête »)    |                                                | Ioánnina, Its Kale, 39° 40′ 14″ N, 0° 51′ 48″ E              | 1re mosquée : peu après 1430 Reconstruction : fin du XVIIIe siècle | Peu après la prise de la ville par les Ottomans, une première mosquée fut érigée à l'emplacement de l'église métropolitaine des Taxiarques datant du XIIIe siècle. Rénové vers 1770 par Moustafa Tsaous et vers 1795 par Ali Pacha, l'édifice dispose d'un minaret et d'une salle de prière carrée surmontée d'un dôme. Le porche n'est pas conservé. L'intérieur est richement décoré de fleurs et de motifs géométriques. Le tombeau d'Ali Pacha se trouve devant la mosquée. |
| Mosquée Aslan-Pacha (en)                             | Aslan Pasha Ottoman mosque in Ioannina, Greece | Ioánnina, 39° 40′ 25″ N, 20° 51′ 37″ E                       | Construction : 1617-1618                                           | La mosquée fut élevée vers 1618 par la volonté d'Aslan Pacha, gouverneur d'Ioánnina, probablement à l'emplacement d'un monastère dédié à Saint-Jean le Précurseur. L'édifice fait partie d'un complexe comprenant notamment une madrassa, le mausolée (turbe) d'Aslan Pacha et des cuisines. La mosquée, dont le minaret fut consolidé en 2019, accueille depuis 1930 un musée du folklore.                                                                                     |
| Mosquée de Kaloútsiani ou mosquée Hatzi-Mehmed-Pacha |                                                | Ioánnina, 39° 39′ 39″ N, 20° 51′ 17″ E                       | Construction : 1740                                                | Commanditée par Hatzi Mehmed Pacha, la mosquée fut temporairement utilisée comme gare routière après 1913 puis vendue à des particuliers qui développèrent de nombreuses échoppes à l'intérieur du large portique. L'édifice conserve une riche décoration peinte, le mihrab, une partie du minbar et son minaret de 20,36 m dépourvu de toit. Propriété du ministère de la Culture depuis 2005, un projet de restauration est actuellement mis en œuvre.                       |
| Mosquée Veli-Pacha ou mosquée de Tsiekour            |                                                | Ioánnina, 39° 39′ 52″ N, 20° 51′ 21″ E                       | 1re mosquée : XVIIe siècle Reconstruction : début du XIXe siècle   | Au début du XIXe siècle, Veli Pacha (en), fils d'Ali Pacha, fit rénover une ancienne moquée du XVIIe siècle et fit construire d'autres bâtiments alentour. En 1913, la mosquée devint une caserne et son minaret fut détruit vers 1930. Saisi par le ministère de la Culture puis restitué au dème d'Ioánnina, l'édifice fut restauré dans les années 1970 et 1990. |
| Mosquée de Pogonianí                                 |                                                | Pogonianí, 40° 00′ 18″ N, 20° 25′ 26″ E                      | Construction : ?                                                   | L'édifice est situé au centre de l'ancienne Vostína, l'actuelle Pogonianí. Pendant la période ottomane, il se situait au centre d'un complexe rassemblant un tekke, une mosquée et d'autres bâtiments civils. Une tradition raconte que le lieu était dédié à saint Georges par les musulmans locaux. Faute d'entretien, le minaret se serait effondré dans les années 1950. Le lieu fut converti en église en 1913 et fonctionne aujourd'hui comme musée du folklore.          |
| Mosquée Soliman                                      |                                                | Kónitsa, 40° 02′ 22″ N, 20° 44′ 47″ E                        | Construction : première moitié du XVIe siècle                      | La date exacte de sa construction est sujette à débat, l'affirmation dominante faisant de la mosquée une fondation de Soliman le Magnifique vers 1536-1540, tandis que plusieurs auteurs l'attribuent à d'autres sultans (Mourad Ier, Bayezid Ier, Mourad II ou Mehmed II). Dépourvu de toit, l'édifice actuel conserve trois murs et un minaret de 15 m sans toit. Un petit mausolée (turbe) est situé au sud de la mosquée.                                                   |
| Nouvelle mosquée                                     |                                                | Préveza, 38° 57′ 15″ N, 20° 45′ 05″ E                        | Construction : 1844                                                | Financée par Ahmet Bey Dino, la mosquée devint école en 1913, jusqu'au tremblement de terre de 1938, puis fut vendue à un particulier. L'édifice, utilisé aujourd'hui comme atelier de menuiserie et entouré de magasins, demeure en très mauvais état de conservation. |
| Mosquée de Katavóthra                                |                                                | Margaríti, 39° 23′ 48″ N, 20° 31′ 47″ E                      | Construction : fin du XVIIIe siècle                                | Le village de Margaríti vit sa mosquée considérablement endommagée lors de la répression des Tchames par la Ligue nationale démocratique grecque. Seul le minaret subsiste de nos jours. |
| Mosquée Ibrahim-Agha                                 |                                                | Kótsika (el), dème de Filiátes, 39° 39′ 42″ N, 20° 14′ 26″ E | Construction : ?                                                   | Centre important des Tchames pendant l'occupation ottomane, Kótsika avait à l'époque trois mosquées. Celle érigée par Ibrahim Agha, dominée par un grand platane, était l'une des plus importantes de la Tchamerie. De nos jours, les soubassements et un minaret sans toit se dégagent de l'ancien bourg en ruines. |
| Mosquée de Llodozate                                 |                                                | Kótsika, dème de Filiátes, 39° 39′ 51″ N, 20° 14′ 31″ E      | Construction : ?                                                   | À environ 300 m au nord de la mosquée d'Ibrahim Agha, à l'entrée du vieux Kótsika, subsiste la base d'un minaret. Il pourrait s'agir des vestiges de la plus ancienne des trois mosquées de Kótsika. |

### Grèce-Centrale
| Nom(s)                                            | Image | Localisation                          | Dates clés                       | Description et remarques |
| ------------------------------------------------- | ----- | ------------------------------------- | -------------------------------- | --- |
| Mosquée Emir Zade (« mosquée du fils de l'émir ») |       | Chalcis, 38° 27′ 41″ N, 23° 35′ 29″ E | Construction : fin du XVe siècle | Construite peu après la prise de la ville par les Ottomans en 1470 à l'emplacement d'une église, la mosquée a de nos jours perdu son minaret et son porche. Une fontaine environnante date de 1655. Classée en 1937, la mosquée a été restaurée en 2013 afin de servir de lieu d'exposition, notamment d'une collection de gravures.                     |
| Mosquée Gazi-Omer-Bey (en)                        |       | Livadiá, 38° 26′ 07″ N, 22° 52′ 29″ E | Construction : fin du XVe siècle | Après la conquête de la ville en 1460, Omer Bey fit ériger une mosquée dans le quartier du bazar. Si le dôme et la salle de prière carrée sont préservés, les échoppes accolées à l'édifice entravent sa lisibilité. Depuis 2015, le lieu appartient à la municipalité de Livadiá, qui entend mener un projet de restauration et créer un lieu culturel. |

### Grèce-Occidentale
| Nom(s)                                          | Image | Localisation                                            | Dates clés                                           | Description et remarques |
| ----------------------------------------------- | ----- | ------------------------------------------------------- | ---------------------------------------------------- | --- |
| Mosquée Fethiye (« mosquée de la conquête »)    |       | Naupacte, 38° 23′ 33″ N, 21° 49′ 48″ E                  | Construction : 1499-1500                             | Construite sur ordre du sultan Bayezid II peu après la prise de la ville par les Ottomans, la mosquée dispose d'une salle de prière carrée de 9,13 m de côté. Son porche fut remplacé, lors de la seconde occupation vénitienne, par un bâtiment utilisé comme entrepôt de sel. Restauré en 2001, l'édifice fonctionne aujourd'hui comme espace d'exposition. |
| Mosquée Baba Tsaous — (église du Prophète Élie) |       | Naupacte, 38° 23′ 47″ N, 21° 49′ 30″ E                  | Construction : entre 1499 et 1668                    | Cette petite mosquée fut érigée au sommet du château de Naupacte puis convertie en église au début du XIXe siècle. L'édifice conserve une base de minaret caractéristique de l'architecture ottomane. |
| Mosquée du vizir                                |       | Naupacte, 38° 23′ 44″ N, 21° 49′ 42″ E                  | 1re mosquée : XVIe siècle Reconstruction : 1701-1702 | Voulue par Amtzazade Husein Pacha, grand vizir du sultan Moustafa II, la mosquée largement ruinée, construite sur l'ancienne mosquée des puits, faisait partie d'un complexe dont subsistent des bains et une fontaine. Seul le mur occidental formant la base du minaret demeure aujourd'hui. L'appareil cloisonné, technique qui consiste à entourer chaque pierre de briques, est nettement visible.                                                                                  |
| Mosquée Hızır Agha                              |       | Agrínio, Megáli Chóra (el) 38° 38′ 03″ N, 21° 22′ 37″ E | Construction : XVIe siècle                           | Ne subsiste qu'un minaret préservé à hauteur du balcon au milieu d'un champ, à environ 3 km à l'ouest du centre-ville d'Agrínio. Son état de conservation est particulièrement médiocre. Point de repère dans la plaine, ce vestige de l'époque ottomane est connu localement comme le « minaret de Zapánti ». Cette ancienne ville importante durant l'occupation ottomane, du XVIe siècle au XIXe siècle, comportait deux mosquées, des bains, ainsi qu'une basilique paléochrétienne. |
| Mosquée Bayezid II                              |       | Patras, château de Patras, 38° 14′ 43″ N, 21° 44′ 32″ E | Construction : vers 1500                             | Érigée au sein du château de Patras vers 1500, la mosquée a potentiellement bénéficié du patronage impérial de Bayezid II, ainsi que du soutien de la fille du sultan et son mari, Mehmed Bey, nommé sandjakbey de Morée à la fin des années 1480. Seuls subsistent de nos jours une partie de l'angle sud-ouest des murs et des fragments de maçonnerie épars. |

### Macédoine-Centrale
| Nom(s)                                                                       | Image | Localisation                                               | Dates clés                                                         | Description et remarques |
| ---------------------------------------------------------------------------- | ----- | ---------------------------------------------------------- | ------------------------------------------------------------------ | --- |
| Mosquée Mehmed-Bey                                                           |       | Serrès, 41° 05′ 29″ N, 23° 33′ 34″ E                       | Construction : 1492-1493                                           | La mosquée fut commanditée par Mehmed Bey, fils du grand vizir Ahmed Pacha et gendre du sultan Bayezid II, qui résida dans la ville pendant plusieurs années. Classé en 1936, l'édifice présente une architecture complexe, avec une salle de prière disposant d'un dôme de 14,71 m, deux espaces latéraux, une salle hémisphérique abritant le mihrab au sud et un porche au nord restauré en 1995. Si le minaret fut détruit, le sol en carreaux de céramique est bien préservé.                                                                                                |
| Mosquée Zincirli (en) (« mosquée des chaînes »)                              |       | Serrès, 41° 05′ 17″ N, 23° 33′ 13″ E                       | Construction : années 1490 ou années 1590                          | En l'absence d'inscription sur les murs de la mosquée, sa datation est source de débats. Certains attribuent sa construction à Selçuk Sultan, fille de Bayezid II et femme de Mehmed Bey, d'autres la datent un siècle plus tard. Exemple de l'école de Sinan, l'édifice possède l'un des minbars les mieux conservés de Grèce. Le lieu est utilisé pour des expositions depuis 2013, après de lourdes restaurations. |
| Mosquée Moustafa-Bey ou mosquée Koca-Moustafa-Pacha (en)                     |       | Serrès, 41° 05′ 11″ N, 23° 32′ 06″ E                       | Construction : XVe siècle Extension : 1519                         | Érigée au XVe siècle par Moustafa Bey, la mosquée fut considérablement agrandie en 1519. L'édifice est initialement composé d'une salle de prière centrale au dôme de 6,9 m de diamètre, prolongée par la suite de deux ailes latérales et d'un porche surmonté de quatre petits dômes. Seule la base du minaret subsiste de nos jours. Classée depuis 1962, la mosquée fut vendue à un particulier en 1923 et sert aujourd'hui d'atelier de menuiserie. |
| Mosquée de la madrassa (en)                                                  |       | Véria, 40° 31′ 07″ N, 22° 12′ 03″ E                        | Construction : XVIe siècle ou années 1720                          | Construite à l'emplacement d'une ancienne église, la mosquée faisait partie d'un complexe qui comprenait une madrassa et d'autres bâtiments annexes qui ne sont pas conservés de nos jours. Classée en 1965 et propriété de la Métropole de Véria, son intérieur présente une décoration peinte datant des restaurations du XIXe siècle. Elle fait aujourd’hui office de salle de conférence. |
| Mosquée centrale (en) ou mosquée Çelebi Sinan Bey                            |       | Véria, 40° 31′ 17″ N, 22° 12′ 03″ E                        | Construction : 1490                                                | Bien que classée en 1938, la mosquée centrale (« Orta ») fut utilisée comme habitation, ateliers d'instruments de musique, de marbre et de menuiserie. L'édifice présente un dôme de 7,85 m de diamètre couvert d'ardoises et un minaret orné de losanges en brique de 14,35 m. Fortement endommagé, des échafaudages ont été placés à l'été 2017 autour du minaret afin de contenir sa dégradation. Un projet de restauration est annoncé début 2022. |
| mosquée Hünkar (« mosquée du sultan ») — (métropole de Véria (en))           |       | Véria, 40° 31′ 20″ N, 22° 12′ 06″ E                        | Construction : ? Conversion : 1913                                 | La plus ancienne église byzantine de Véria, datant du début du XIe siècle, fut transformée en mosquée après la prise de la ville par les Ottomans en 1430. La partie nord du transept fut démolie pour élever un imposant minaret, les fenêtres furent remaniées et les fresques du XIIIe siècle recouvertes de plâtre. Devenu église orthodoxe après la première guerre balkanique, l'édifice abrita des services gouvernementaux puis une étable. Depuis une importante campagne de restauration achevée en 2016, le lieu est à nouveau consacré.                               |
| Mosquée Ahmed-Bey ou mosquée Cheikh-Ilahi                                    |       | Giannitsá, 40° 47′ 40″ N, 22° 24′ 32″ E                    | Construction : peu avant 1450 ou seconde moitié du XVe siècle      | Inscrite comme monument protégé en 1990, la mosquée est l'une des plus anciennes de Grèce. L'édifice est la propriété de la ville de Giannitsá depuis quelques années, à la suite du départ de l'armée du camp de Kapsáli où elle est située. Si le minaret de 15,87 m est préservé jusqu'au balcon, environ la moitié du dôme de 7 m s'est effondrée à la suite d'une explosion vers les années 1970, mais des traces de décoration peinte sont encore visibles. L'accès à la mosquée n'est pas aisé du fait de la végétation abondante aux abords et sur l'édifice.             |
| Mosquée Iskender-Bey                                                         |       | Giannitsá, 40° 47′ 01″ N, 22° 24′ 38″ E                    | Construction : fin du XVe siècle                                   | Cette grande mosquée, probablement construite entre 1481 et 1512, a été commanditée par le petit-fils de Gazi Evrenos (en), le fondateur de la ville. Elle fut gravement endommagée par les bombardements lors de la première guerre balkanique en 1928. Vendue par la Banque nationale à des particuliers, elle fut utilisée comme entrepôt jusqu'en 1950, puis comme usine de coton. Un processus d'expropriation par le ministère de la Culture est en cours depuis fin 2021, achevé en 2024.                                                                                  |
| Mosquée de Giannitsá                                                         |       | Giannitsá, 40° 47′ 19″ N, 22° 24′ 53″ E                    | Construction : ?                                                   | Un minaret en pierre de taille, dont seule une partie du tronc en « triangles turcs » est conservée, est l'unique vestige d'une mosquée dont la date et le nom demeurent inconnus. |
| Nouvelle mosquée (en)                                                        |       | Édessa, 40° 47′ 54″ N, 22° 02′ 45″ E                       | Construction : fin du XVIe siècle ou début du XVIIe siècle ou 1904 | La période de construction de la mosquée est sujette à débat, certains auteurs datant le monument entre la fin du XVIe siècle et la moitié du XVIIe siècle. L'édifice présente un dôme de 11,9 m de diamètre ayant gardé de riches peintures intérieures, un minaret conservé quasi intact et un porche à colonnade. Classé en 1934, le monument sert d'entrepôt pour les découvertes archéologiques de l'Éphorie des antiquités de Pella. Il fut en outre temporairement utilisé comme musée archéologique de 1942 à 1944. Des travaux de restauration sont lancés à l'été 2024. |
| Mosquée Hünkar (« mosquée du sultan »)                                       |       | Édessa, 40° 48′ 02″ N, 22° 02′ 52″ E                       | Construction : XVIe siècle                                         | Durant l'entre-deux-guerres, la mosquée fut tour à tour entrepôt, caserne, écurie et cinéma. Occupée par l'association « Alexandre le Grand », des travaux de restauration des espaces intérieurs sont menés depuis 2013 afin de tenter de redonner une image lisible de la mosquée en éliminant les ajouts modernes. |
| Mosquée Hamza-Bey                                                            |       | Thessalonique, 40° 38′ 15″ N, 22° 56′ 30″ E                | Construction : 1467-1468                                           | La plus ancienne mosquée de Thessalonique présente la singularité d'être dotée d'un péristyle unique en Grèce. Elle fut longtemps utilisée comme cinéma après avoir été bureau télégraphique et bâtiment militaire. Devenue propriété du Ministère de la Culture en 2006, elle fait depuis l'objet de travaux de restauration en lien avec la construction du métro de Thessalonique, en vue d'accueillir des vestiges des fouilles archéologiques alentour. |
| Mosquée Ishak-Pacha ou mosquée Alaca Imaret                                  |       | Thessalonique, 40° 38′ 22″ N, 22° 56′ 59″ E                | Construction : 1484                                                | Fondée par Ishak Pacha, gouverneur de la ville de 1483 à 1486, la mosquée a deux grandes salles centrales aux dômes de 11 m, quatre espaces latéraux et un grand porche. Ayant bénéficié de campagnes de restaurations successives, principalement de 1985 à 1995, l'édifice est aujourd'hui ponctuellement utilisé comme espace culturel. |
| Nouvelle mosquée                                                             |       | Thessalonique, 40° 36′ 56″ N, 22° 57′ 24″ E                | Construction : 1901-1902                                           | Financé par la communauté Dönme, l'édifice est érigé selon les plans de l'architecte Vitaliano Poselli. De 1925 à 1962, le bâtiment abrita le musée archéologique de la ville, puis fut restauré après le tremblement de terre de 1978 et transformé en lieu d'événements culturels dans le cadre de la désignation de la ville comme capitale européenne de la culture en 1997. Depuis 2012, la mosquée est rendue au culte lors des deux grandes fêtes musulmanes. |
| Mosquée Suleyman-Hortaji-Effendi                                             |       | Thessalonique, 40° 38′ 00″ N, 22° 57′ 10″ E                | Construction : 1490 Conversion : 1912                              | La Rotonde de Galère, devenue église au IVe siècle, fut convertie par les Ottomans. À l'indépendance, le monument devint église saint-Georges avant d'être acquis par le ministère de la Culture. Endommagé par un séisme en 1978, une opération de sauvetage du minaret est conduite en 1981 puis une longue restauration au début des années 2000. |
| Mosquée de Lambét (el) ou mosquée Hassan-Fehmi-Pacha                         |       | Thessalonique, 40° 39′ 39″ N, 22° 56′ 10″ E                | Construction : 1905                                                | Située au sein du camp militaire de Pávlos Melás, la mosquée a été déplacée de 22 m au sud-est dans le cadre de l'élargissement de l'avenue Lagadá en 2004. Le départ de l'armée et l'aménagement prévu du parc métropolitain de Pávlos Melás interrogent sur le devenir du monument. |
| Mosquée Iskele Kourbinda                                                     |       | Thessalonique, Ladádika (en), 40° 38′ 05″ N, 22° 56′ 13″ E | Construction : seconde moitié du XVIIIe siècle                     | À côté de l'ancien quai du port, la mosquée était le centre religieux et social du marché égyptien. La zone de prière était située au premier étage tandis que le rez-de-chaussée accueillait des magasins. La charpente fut détruite lors de l'incendie de 1917 et l'édifice tronqué en 1978 par le percement de la rue Fasianoú. Documentée et protégée depuis 1995, un projet global de restauration a été soumis mais n'a jamais été entièrement mis en œuvre. |
| Mosquée à Thessalonique — (église Saints-Constantin et-Hélène)               |       | Thessalonique, 40° 37′ 29″ N, 22° 57′ 21″ E                | Construction : 1911 Conversion : 1912                              | Érigée sur les restes d'une ancienne mosquée avec les vestiges du mur qui ceinturait la Tour blanche, la nouvelle mosquée ne servit que quelques mois puisqu'elle fut convertie au culte chrétien au rattachement de la Macédoine à la Grèce en 1912. Son dôme recouvert de plomb et ses fenêtres pointues témoignent encore aujourd'hui de son utilisation primitive. |
| Mosquée de Gialiat ou mosquée des Bogomiles — (église Saints-Pierre-et-Paul) |       | Chalkidóna, 40° 44′ 07″ N, 22° 37′ 03″ E                   | Construction : ? Conversion : ?                                    | Sur la route entre Thessalonique et Giannitsá, à proximité de l'actuelle ville de Chalkidóna, se situent les vestiges d'une ancienne église transformée en mosquée pendant l'occupation ottomane. L'édifice appartenait, entre le Xe siècle et le XVe siècle, aux Bogomiles du village de langue slave de Gialiat. De nos jours, la base du minaret, séparé du corps de l'édifice, demeure le principal vestige de l'influence ottomane. |
| Mosquée Rüveyde-Hatun                                                        |       | Thérmi, 40° 32′ 42″ N, 23° 01′ 14″ E                       | Construction : XVIe siècle                                         | Le minaret de 23,4 m observable de nos jours daterait du XVIe siècle tandis que les restes des murs de la mosquée, en très mauvais état de conservation, remonteraient à des reconstructions du XVIIIe siècle. |
| Mosquée d'Árnissa                                                            |       | Árnissa (en), 40° 46′ 42″ N, 21° 24′ 13″ E                 | Construction : ?                                                   | Classé depuis 1987, un minaret de 11,2 m de haut subsiste au sommet d'une colline dominant le lac Vegorítida, à quelques encablures du village d'Árnissa. Des vestiges d'autres bâtiments l'entourent. |
| Mosquée d’Apollonía                                                          |       | Apollonía, dème de Vólvi, 40° 38′ 36″ N, 23° 29′ 20″ E     | Construction : XVIe siècle                                         | Situé sur la via Egnatia, le complexe d’Apollonía est composé de bains, d'une mosquée et d'une auberge. Envahie par la végétation, les ruines de la mosquée sont peu lisibles de nos jours. Une partie des murs, les traces du porche, la base et une partie du minaret sont conservés. |
| Mosquée de Sidirokáfsia                                                      |       | Stagire, 40° 31′ 51″ N, 23° 44′ 50″ E                      | Construction : entre le XVe siècle et 1568                         | À l'époque ottomane, la région abritait un important atelier monétaire. Sur une colline à l'ouest du village se trouvent les ruines d'une mosquée, à côté d'un bain conservé en bon état et restauré. Non loin, une section de minaret d'une seconde mosquée est conservée. |
| Mosquée de Mavrorráchi                                                       |       | Mavrorráchi, 40° 51′ 09″ N, 23° 06′ 32″ E                  | Construction : entre la fin du XVIIIe et de début du XIXe siècle   | Seul vestige de l'époque ottomane dans le village, la mosquée est conservée dans un état de délabrement avancé. |

### Macédoine-Occidentale
| Nom(s)                                      | Image | Localisation                           | Dates clés               | Description et remarques |
| ------------------------------------------- | ----- | -------------------------------------- | ------------------------ | --- |
| Mosquée Koursum (en) (« mosquée de plomb ») |       | Kastoriá, 40° 31′ 13″ N, 21° 15′ 56″ E | Construction : vers 1500 | La mosquée tient son nom populaire du dôme de 7,17 m de diamètre recouvert de plomb, aujourd'hui remplacé par des tuiles. Classé en 1925, l'édifice forme un carré de 10,7 m de côté avec un minaret de 17,9 m. Pendant la Seconde Guerre mondiale, la mosquée fut utilisée comme cuisine, puis comme bibliothèque quelques années plus tard. Depuis plusieurs décennies, elle sert de stockage pour les découvertes archéologiques de la région. Des études récentes ont été conduites et un projet de restauration financé par le plan de relance européen de 2020 a été annoncé. |
| Mosquée de Kozáni                           |       | Kozáni, 40° 17′ 48″ N, 21° 47′ 26″ E   | Construction : ?         | Un minaret en pierre de taille, conservé jusqu'au balcon, est le seul vestige d'une mosquée dont la date et le nom demeurent inconnus. |
| Mosquée Yakub-Bey ou mosquée du bazar       |       | Flórina, 40° 47′ 48″ N, 21° 49′ 11″ E  | Construction : vers 1473 | La mosquée porte le nom du fils de Gazi Evrenos (en). Il ne reste que la base du minaret, qui s'élevait selon les sources à 15 m de hauteur. L'édifice, situé au cœur de la vieille ville, a été démoli vers 1953-1954. |

### Macédoine-Orientale-et-Thrace
| Nom(s)                                                                      | Image | Localisation                                                      | Dates clés                                                                                       | Description et remarques |
| --------------------------------------------------------------------------- | ----- | ----------------------------------------------------------------- | ------------------------------------------------------------------------------------------------ | --- |
| Mosquée Bayezid Ier ou mosquée du sultan Mehmed Çelebi ou Grande mosquée    |       | Didymotique, 41° 20′ 57″ N, 26° 29′ 37″ E                         | Construction : 1420                                                                              | Commencés sous le règne du sultan Bayezid Ier, les travaux de la « grande mosquée » ne furent achevés qu'en 1420 sous Mehmed Ier. Il s'agit de la plus ancienne mosquée ottomane d'Europe, ouverte au culte jusqu'en 1952. Ses façades font 32 m de large, 30 m de long et presque 12 m de haut. Un important incendie dévasta les quelque 700 m2 du plafond de bois dans la nuit du 21 au 22 mars 2017. Des travaux de restauration sont en cours.                                     |
| Mosquée du bazar                                                            |       | Didymotique, 41° 20′ 53″ N, 26° 29′ 35″ E                         | Construction : 1753 ?                                                                            | Le petit édifice carré est surnommé la « mosquée rouge » ou « petite mosquée », en référence à son illustre consœur située à moins de 100 m au nord-ouest. |
| Vieille Mosquée                                                             |       | Komotiní, 41° 07′ 12″ N, 25° 24′ 08″ E                            | 1re mosquée : 1375-1385 Reconstruction : 1608 Extension : XIXe siècle                            | Si le cœur de l'édifice garderait des traces de l'époque des premiers temps de la domination ottomane sous Gazi Evrenos (en), l'aspect extérieur témoigne des travaux en 1608, puis en 1677-1678, ainsi que des extensions au XIXe siècle et de la restauration en 2011. La partie du XVIIe siècle, largement remaniée en 1854, est un carré de 13,08 m de côté. Le minaret daterait du XIXe siècle. Le lieu est encore aujourd'hui utilisé pour la prière par la communauté musulmane. |
| Nouvelle Mosquée                                                            |       | Komotiní, 41° 07′ 08″ N, 25° 24′ 18″ E                            | Construction : 1585 Extension : 1902                                                             | Situé à environ 300 m à l'est de l'ancienne mosquée, l'édifice en bon état de conservation révèle une riche décoration intérieure, composée notamment de céramique d'İznik et d'un mihrab en marbre. La partie la plus ancienne du bâtiment est un cube de 11,40 m de côté. Le lieu est encore aujourd'hui utilisé par la communauté musulmane. |
| Mosquée Kagiali                                                             |       | Komotiní, 41° 07′ 16″ N, 25° 24′ 06″ E                            | Construction : 1730                                                                              | La mosquée fut commanditée au XVIe siècle par Haci Zekeriya Effendi. Un bâtiment attenant, épousant l'angle des rues alentour, fonctionne en tant que madrassa. |
| Mosquée Tabakhane                                                           |       | Komotiní, 41° 07′ 05″ N, 25° 24′ 04″ E                            | 1re mosquée : vers 1530 Reconstruction : ?                                                       | |
| Mosquée Arifhane                                                            |       | Komotiní, 41° 07′ 17″ N, 25° 24′ 30″ E                            | 1re mosquée : XVIe siècle Reconstruction : ?                                                     | |
| Mosquée de Kirmahalle ou mosquée Kara Ahmet                                 |       | Komotiní, 41° 07′ 27″ N, 25° 24′ 48″ E                            | 1re mosquée : vers 1406 ? Reconstruction : ?                                                     | Une pierre tombale datée de 1406 constitue l'un des vestiges les plus anciens de la présence ottomane en Thrace occidentale. |
| Mosquée du quartier de Serdar                                               |       | Komotiní, 41° 06′ 57″ N, 25° 24′ 12″ E                            | 1re mosquée : vers 1530 Reconstruction : 1829                                                    | |
| Mosquée Mastanli                                                            |       | Komotiní, 41° 07′ 35″ N, 25° 24′ 58″ E                            | 1re mosquée : XVIe siècle Reconstruction : ?                                                     | La mosquée est de nos jours attenantes à une école primaire des minorités. |
| Mosquée du nouveau quartier (Yenice mahalle)                                |       | Komotiní, 41° 07′ 29″ N, 25° 24′ 23″ E                            | Construction : ?                                                                                 | La mosquée est de nos jours attenantes à une école primaire des minorités |
| Mosquée Kesigbas                                                            |       | Komotiní, 41° 07′ 22″ N, 25° 24′ 17″ E                            | 1re mosquée : XVIe siècle Reconstruction : ?                                                     | La mosquée abrite également les locaux de la Western Thrace Minority University Graduates Association. |
| Mosquée Süpüren                                                             |       | Komotiní, 41° 07′ 00″ N, 25° 24′ 35″ E                            | 1re mosquée : vers 1530 Reconstruction : ?                                                       | L'édifice ne fait pas historiquement partie des mosquées principales de la ville mais constitue une « petite mosquée » (masjid) de quartier. |
| Mosquée Şehreküstü                                                          |       | Komotiní, 41° 07′ 26″ N, 25° 24′ 42″ E                            | 1re mosquée : vers 1530 Reconstruction : 1906 et 2006                                            | L'édifice ne fait pas historiquement partie des mosquées principales de la ville mais constitue une « petite mosquée » (masjid) de quartier. |
| Mosquée Yüksek                                                              |       | Komotiní, 41° 07′ 26″ N, 25° 24′ 31″ E                            | 1re mosquée : XVIe siècle Reconstruction : ?                                                     | L'édifice ne fait pas historiquement partie des mosquées principales de la ville mais constitue une « petite mosquée » (masjid) de quartier. |
| Mosquée Yunus-Bey                                                           |       | Komotiní, 41° 07′ 28″ N, 25° 23′ 34″ E                            | Construction : ?                                                                                 | La date de construction de la mosquée Yunus-Bey, située dans le quartier de Néa Mosinoúpoli, est inconnue. Il ne subsiste aujourd'hui que les quatre murs et l'arche d'entrée. |
| Mosquée Selvili (el) (« mosquée des cyprès »)                               |       | Komotiní, 41° 07′ 18″ N, 25° 23′ 58″ E                            | Construction : 1761 ?                                                                            | La tombe de Kayserili Suleyman Effendi occupe les lieux depuis 1761 et une mosquée occupait autrefois l'endroit. De nos jours, il ne subsiste de l'édifice qu'un minaret s'élevant jusqu'au balcon. |
| Mosquée du vieux Komotiní (Eski Gümülcine)                                  |       | Komotiní, 41° 09′ 29″ N, 25° 23′ 58″ E                            | Construction : ?                                                                                 | Un minaret se dresse de nos jours au milieu des champs, à environ 5 km au nord du centre-ville de Komotiní. |
| Mosquée Halil-Bey (en)                                                      |       | Kavála, 40° 55′ 57″ N, 24° 24′ 55″ E                              | 1re mosquée : vers 1530 Reconstruction : XXe siècle                                              | La mosquée actuelle, reconstruite au début du XXe siècle, accueillit l'orchestre municipal dans les années 1930, d'où son nom populaire de « Vieille musique ». Les restaurations en 2008 ont mis au jour les vestiges d'une basilique sous la mosquée. Le minaret, dont seule la base subsiste aujourd'hui, est détaché de l'édifice principal. |
| Mosquée Ibrahim-Pacha — (église Saint-Nicolas (el))                         |       | Kavála, 40° 56′ 10″ N, 24° 24′ 48″ E                              | Construction : 1530 Conversion : vers 1926                                                       | L'ancienne mosquée principale de la ville disposait d'une salle de prière carrée de 12,5 m de côté. Cette structure centrale, ainsi que la base du minaret sur laquelle repose le clocher actuel, sont clairement visibles de nos jours malgré les travaux de conversion de l'édifice entre le milieu des années 1920 et 1945. |
| Mosquée Arap (en) ou mosquée Ak Mehmet Agha                                 |       | Dráma, 41° 09′ 08″ N, 24° 08′ 48″ E                               | Construction : 1850-1857                                                                         | L'édifice possède une salle de prière et un dôme de 7,1 m de diamètre, une pièce d'entrée et un porche. Vouée au culte musulman jusqu'en 1922, la mosquée fut vendue à des particuliers et servit d'entrepôt de bois puis de conservatoire de musique. Propriété de la municipalité de Dráma depuis 2001, un projet de restauration est en cours. |
| Mosquée Şadırvan (« mosquée de la fontaine ») ou mosquée Mehmet-Khalil-Agha |       | Dráma, 41° 09′ 05″ N, 24° 08′ 54″ E                               | 1re mosquée : XVe siècle Construction : 1806 ou 1807-1808                                        | Reconstruite au début du XIXe siècle, la mosquée conserve la base d'un minaret du XVe siècle. Son toit de tuiles en croupe, couvrant jusqu'au porche, est singulier. Après avoir hébergé un journal local de 1929 à 1981, le monument est racheté en 2012 par une entreprise privée qui a financé une lourde restauration de 2015 à 2018. Les décors peints de la façade principale présentent un grand intérêt.                                                                        |
| Ancienne mosquée — (église Saint-Nicolas (el))                              |       | Dráma, 41° 08′ 59″ N, 24° 08′ 46″ E                               | 1re mosquée : fin du XIVe siècle ? Reconstruction : milieu du XIXe siècle Conversion : vers 1918 | Cette grande mosquée, avec son dôme de 12,80 m de diamètre, fut dédiée au culte musulman jusqu'à la deuxième occupation bulgare (1916–1918), période à laquelle le minaret fut détruit et l'édifice transformé en église saint-Georges. De 1960 à la dernière rénovation en 1991, les signes de l'architecture ottomane ont été effacés mais la structure extérieure témoigne toujours de son usage passé.                                                                              |
| Mosquée Koursum (« mosquée de plomb ») — (église de la Sainte-Trinité)      |       | Dráma, 41° 09′ 16″ N, 24° 09′ 03″ E                               | Construction : fin du XIXe siècle Conversion : années 1920                                       | L'édifice, converti à la religion orthodoxe à la suite de l'indépendance grecque, conserve notamment un porche caractéristique de l'architecture ottomane et la base du minaret accueillant depuis le clocher de l'église. |
| Mosquée d'Áno Pyxári                                                        |       | Áno Pyxári (el), dème de Paranésti, 41° 10′ 28″ N, 24° 19′ 22″ E  | Construction : XIXe ou début XXe siècle                                                          | À environ 15 km au nord-est de Dráma subsiste une mosquée en partie en ruine dans le village d'Áno Pyxári fondé au XIXe siècle. Très peu d'éléments sont connus sur l'édifice. |
| Mosquée d'Exochí                                                            |       | Exochí (el), dème de Káto Nevrokópi, 41° 24′ 40″ N, 23° 49′ 35″ E | Construction : seconde moitié du XVe siècle                                                      | À moins de 5 km de la frontière bulgare, la mosquée classée en 1997 présente une structure simple avec un dôme central de 7,45 m de diamètre. Une importante décoration intérieure est préservée. Utilisé comme refuge pour animaux puis comme entrepôt, l'édifice bénéficie depuis 2017 de campagnes de sauvetage conduites par l'Éphorie des antiquités de Dráma. |
| Mosquée Moustafa-Pacha                                                      |       | Geniséa, dème d'Abdère, 41° 03′ 44″ N, 24° 57′ 45″ E              | Construction : 1675 ou 1683                                                                      | Commanditée en 1675 par Moustafa Pacha, amiral du sultan Mourad IV mais également beau-frère et vizir de Mehmed IV, le monument a souffert de la seconde occupation bulgare. Des restaurations conduites en 1958 par l'État grec ont permis de reconstituer le porche en bois aux colonnes de marbre, qui était autrefois probablement surmonté de cinq petits dômes. Un court minaret flanque le monument.                                                                             |
| Mosquée Kasamba ou mosquée Tsarsi                                           |       | Geniséa, dème d'Abdère, 41° 03′ 42″ N, 24° 57′ 47″ E              | 1re mosquée : entre le XVe siècle et le XVIe siècle Reconstruction : fin des années 1870         | Situé à moins de 100 m au sud-est de la mosquée de Moustafa Pacha, l'édifice actuel fut construit sur les ruines d'une précédente mosquée du XVe siècle ou du XVIe siècle, ravagée par un incendie en 1873. De grande dimension, le monument présente un mihrab, un porche séparant le vestibule de la salle de prière et un imposant minaret en pierre de taille locale. Ce dernier est singulièrement accolé à l'édifice principal au milieu de la façade occidentale.                |
| Mosquée Achrian ou mosquée des Pomaques                                     |       | Xánthi, 41° 08′ 45″ N, 24° 53′ 12″ E                              | Construction : fin du XVIe siècle                                                                | Au cœur de la vieille ville, la plus ancienne mosquée de Xánthi présente des phases de construction successives. Le cimetière attenant compte près d'une trentaine de tombes datant de 1580 à 1896. |
| Mosquée Servili                                                             |       | Xánthi, 41° 08′ 17″ N, 24° 53′ 29″ E                              | Construction : 1834                                                                              | Situé à 250 m au sud-ouest de la mosquée Çinar, dans le quartier d'Asía, l'édifice carré possède une salle de prière supportée par deux rangées de colonnes et un minaret à l'angle nord-ouest possiblement antérieur au monument actuel. |
| Mosquée Çinar (« mosquée du platane »)                                      |       | Xánthi, 41° 08′ 20″ N, 24° 53′ 40″ E                              | Construction : 1775                                                                              | Fondée par Çıplak Hüseyin Agha en 1775, la mosquée tire son nom courant du grand platane situé devant l'édifice. Un bâtiment rectangulaire est cintré par une structure en forme de L, tandis qu'un minaret est érigé à l'angle nord-ouest. |
| Mosquée de Sounne                                                           |       | Xánthi, 41° 08′ 25″ N, 24° 53′ 03″ E                              | Construction : ?                                                                                 | Au sein du quartier de Sounne, au sud-ouest de la vieille ville de Xánthi, la mosquée rectangulaire, d'allure relativement simple, est composée d'une galerie surélevée et d'un minaret. |
| Mosquée des Muhadjir                                                        |       | Xánthi, 41° 08′ 13″ N, 24° 53′ 49″ E                              | Construction : ?                                                                                 | La mosquée est située dans le quartier où s'installèrent des musulmans venus de Bulgarie à la suite de la guerre russo-turque de 1877-1878. L'édifice rectangulaire possède une entrée dans le style baroque turc et un minaret de marbre et de brique situé à l'angle nord-ouest. |
| Mosquée Chourriet                                                           |       | Xánthi, 41° 07′ 57″ N, 24° 53′ 15″ E                              | Construction : début du XXe siècle                                                               | Érigée au début du XXe siècle à l'entrée de la ville, dans le quartier de Chatzistávrou, cette mosquée rectangulaire possède, comme tous les autres lieux de culte musulmans de la ville, une toiture en tuiles et un minaret. |
| Mosquée d'Akrovoúni                                                         |       | Eleftheroúpoli, 40° 53′ 55″ N, 24° 12′ 37″ E                      | Construction : ?                                                                                 | L'ancienne mosquée a été reconvertie en église, l'ancien minaret tronqué repeint en blanc et surmonté d'un petit clocher en bois. |

### Péloponnèse
| Nom(s)                                                                                           | Image                     | Localisation                                   | Dates clés                                                | Description et remarques |
| ------------------------------------------------------------------------------------------------ | ------------------------- | ---------------------------------------------- | --------------------------------------------------------- | --- |
| Mosquée de la ville basse                                                                        |                           | Monemvasia, 36° 41′ 14″ N, 23° 03′ 20″ E       | Construction : peu après 1541                             | L'ancienne mosquée du milieu du XVIe siècle couverte d'un dôme accueille la collection archéologique de Monemvasia depuis 1999. Le bâtiment est situé dans la ville basse, au sud de la place centrale de Monemvasia, en face de l'église Elkómenos Christós. |
| Mosquée Fethiye — (église Sainte-Sophie)                                                         |                           | Monemvasia, 36° 41′ 23″ N, 23° 03′ 16″ E       | Construction : peu après 1541                             | Dans la ville haute, l'église vénitienne de l'Odigitria fut convertie en mosquée peu après la conquête de Monemvasia en 1541. Dédié à la Sainte Sagesse à l'indépendance grecque, le monument conserve un mihrab dans le mur sud. |
| Mosquée Agha-Pacha                                                                               | Βουλευτικόν, Ναύπλιο 7799 | Nauplie, 37° 33′ 57″ N, 22° 47′ 51″ E          | Construction : 1716, 1730 ou entre 1818 et 1820           | Selon la tradition, la mosquée fut érigée par Agha Pacha dans une tentative d'expiation du crime de deux Vénitiens. L'édifice à deux niveaux présente une salle de prière rectangulaire et dôme imposant. De 1825 à 1826, le lieu abrita le premier Parlement hellénique. C'est aujourd'hui un espace culturel et événementiel.                                                |
| Mosquée Trianon                                                                                  |                           | Nauplie, 37° 33′ 57″ N, 22° 47′ 51″ E          | Construction : fin du XVIe siècle ou peu avant 1666-1667  | Celle qui est communément appelée la « vieille mosquée » est située à environ 100 m de la mosquée d'Agha Pacha, de l'autre côté de la place Sýntagma. L'édifice est en effet l'un des plus anciens de la ville. Le lieu est actuellement utilisé comme théâtre. |
| Mosquée Bayrakli (« mosquée du porteur de drapeau ») — (église catholique de la Transfiguration) |                           | Nauplie, 37° 33′ 53″ N, 22° 47′ 53″ E          | Construction : début du XIXe siècle Conversion : 1839     | Peu de temps avant le déclenchement de la Révolution grecque, alors que Nauplie était encore sous domination ottomane, la veuve d'Agha Pacha, Fatme, a rénové l'église franque, qui avait depuis été démolie, à la mémoire de son mari. En 1839, avec la médiation du roi Othon Ier, la municipalité de Nauplie céda la mosquée à l'Église catholique.                         |
| Mosquée Mourad III — (église de la Transfiguration du Sauveur)                                   |                           | Pýlos, Néokastro, 36° 54′ 44″ N, 21° 41′ 26″ E | Construction : fin du XVIe siècle Conversion : vers 1842  | Si la date de construction est inconnue, il est attesté que la mosquée fut autorisée en 1577 par le sultan Mourad III. Probablement remanié quelques années plus tard, puis brièvement converti en église par les Vénitiens, l'édifice carré de 15 m de côté possède un porche surmonté de cinq dômes et la base d'un minaret encore visible.                                  |
| Mosquée Beshir Agha Morali — (église Saints-Constantin-et-Hélène)                                |                           | Argos, 37° 37′ 45″ N, 22° 43′ 40″ E            | Construction : fin du XVIe siècle Conversion : 1871       | C'est l'une des deux mosquées de la ville et la seule parvenue jusqu'à nous, située au sud-est de la ville. Elle fut transformée en église en 1871 sans modification majeure, ce qui permet aujourd'hui d'observer de multiples éléments de l'architecture ottomane classique des mosquées du XVIe siècle.                                                                     |
| Mosquée de Koróni — (église saint-Charalampe)                                                    |                           | Koróni, 37° 37′ 45″ N, 22° 43′ 40″ E           | Construction : peu après 1715 Conversion : vers 1830      | Une mosquée fut érigée au sein de la forteresse, à l'emplacement d'une église catholique dédiée à saint Roch datant de la seconde occupation vénitienne. Depuis l'indépendance et la conversion de l'édifice en église orthodoxe, la base du minaret à l'angle nord-ouest supporte un clocher.                                                                                 |
| Mosquée de Leondári — (église des Saints-Apôtres)                                                |                           | Leondári, 37° 19′ 14″ N, 22° 08′ 44″ E         | Construction : seconde moitié du XVe siècle               | À la suite de la prise de la ville par les Ottomans en 1458, les nouveaux occupants convertirent l'église byzantine du XIVe siècle dédiée aux Douze Apôtres. Les restes partiels du portique et le tronc du minaret à l'angle nord-ouest témoigne aujourd'hui encore des transformations liées au culte musulman.                                                              |
| Mosquée Ahmed III                                                                                |                           | Acrocorinthe, 37° 53′ 29″ N, 22° 52′ 21″ E     | 1re mosquée : XVIe siècle Reconstruction : peu après 1715 | Une petite mosquée carrée de la seconde période ottomane subsiste, avec la base d'un minaret à l'angle nord-ouest et un dôme partiellement détruit depuis la fin du XXe siècle à cause du manque d'entretien. L'édifice possède un mihrab de style baroque turc encore visible de nos jours. Début 2025, un projet de restauration est annoncé par le ministère de la Culture. |
| Mosquée Mehmed II ou mosquée Fatih (« mosquée du conquérant »)                                   |                           | Acrocorinthe, 37° 53′ 26″ N, 22° 52′ 18″ E     | Construction : fin du XVe siècle                          | Une seconde mosquée, dont il ne subsiste aujourd'hui que la base du minaret, est située à environ 120 m au sud. L'édifice fut construit peu après la conquête de la Morée par le sultan Mehmed II à l'emplacement d'un ancien monastère, au sommet de la grande citerne datant de l'empereur Justinien.                                                                        |
| Mosquée Bayezid II                                                                               |                           | Methóni, 36° 48′ 50″ N, 21° 42′ 18″ E          | Construction : début du XVIe siècle                       | Au sud de la forteresse, non loin des seconds bains et à hauteur de la jetée moderne, les restes d'un minaret sont aisément reconnaissables. Seule la base en dessous du corps est conservée. |
| Mosquée de Kyparissía                                                                            |                           | Kyparissía, 37° 14′ 57″ N, 21° 40′ 47″ E       | Construction : XVIIe siècle                               | Entre une maison du XIXe siècle et l'actuel musée du folklore, l'ancienne mosquée, antérieure à 1668, est située face à l'entrée du château. Son toit n'existe plus mais les murs et le mihrab demeurent. |
| Mosquée de Thánas                                                                                |                           | Tripoli, 37° 28′ 30″ N, 22° 22′ 06″ E          | Construction : ?                                          | Bien que très endommagées, les ruines d'une petite mosquée sont préservées dans le village de Thánas, à environ 4 km au sud du centre-ville de Tripoli. Les Ottomans auraient converti une église dédiée à saint Marc, elle-même érigée sur les vestiges d'un temple consacré à Artémis.                                                                                       |

### Thessalie
| Nom(s)                                                       | Image                                                                               | Localisation                           | Dates clés                                              | Description et remarques |
| ------------------------------------------------------------ | ----------------------------------------------------------------------------------- | -------------------------------------- | ------------------------------------------------------- | --- |
| Mosquée Osman-Chah ou mosquée Koursum (« mosquée de plomb ») |                                                                                     | Tríkala, 39° 33′ 00″ N, 21° 46′ 16″ E  | Construction : années 1550 ou peu avant 1567            | Construite au bord de la rivière Lithéos, au milieu d'autres bâtiments ottomans, la mosquée Koursum serait l’une des 76 mosquées et la seule subsistante en Grèce du célèbre architecte Sinan. Le monument présente un dôme recouvert de plomb de 18 m de diamètre. Après restauration récente du porche, il accueille des événements culturels.                                                              |
| Mosquée Muharrem-Pacha                                       |                                                                                     | Elassóna, 39° 53′ 39″ N, 22° 11′ 09″ E | 1re mosquée : peu avant 1570 Reconstruction : vers 1897 | Occupant la région lors de la guerre gréco-turque (1897), le commandement des troupes ottomanes établit son quartier général à Elassóna. La mosquée actuelle, construite dans la vieille ville près de la rivière, dispose d'une salle de prière de 6 m de côté. Son minaret s'est effondré en 1961. Fermée au public, elle abrite des vestiges archéologiques.                                               |
| Nouvelle Mosquée                                             | 20111009 Yeni Tzami former seat of the Archeological Museum Larissa Thessaly Greece | Lárissa, 39° 38′ 22″ N, 22° 25′ 12″ E  | Construction : 1827-1828                                | Située au cœur de la ville, sa façade allie des éléments décoratifs néoclassiques avec le baroque turc. Elle fut utilisée comme lieu de prière jusqu'en 1924, puis abrita une petite collection archéologique et la bibliothèque municipale de 1939 à 1941. Endommagé par des tremblements de terre en 1941, 1955 et 1957, le bâtiment restauré accueillait le musée archéologique de la ville jusqu'en 2011. |
| Mosquée Bayrakli (« mosquée du porteur de drapeau »)         |                                                                                     | Lárissa, 39° 38′ 24″ N, 22° 25′ 01″ E  | Construction : début XVIe siècle                        | La mosquée date probablement du début du XVIe siècle, même si certains experts estiment que sa construction est antérieure, possiblement entre 1380 et 1420, faisant de l'édifice l'un des plus anciens de Grèce. Révélés en 1997 par un incendie, seuls les deux murs du hall central sont préservés, intégrés dans une construction plus récente.                                                           |

### Autres lieux de prière réservés à une communauté

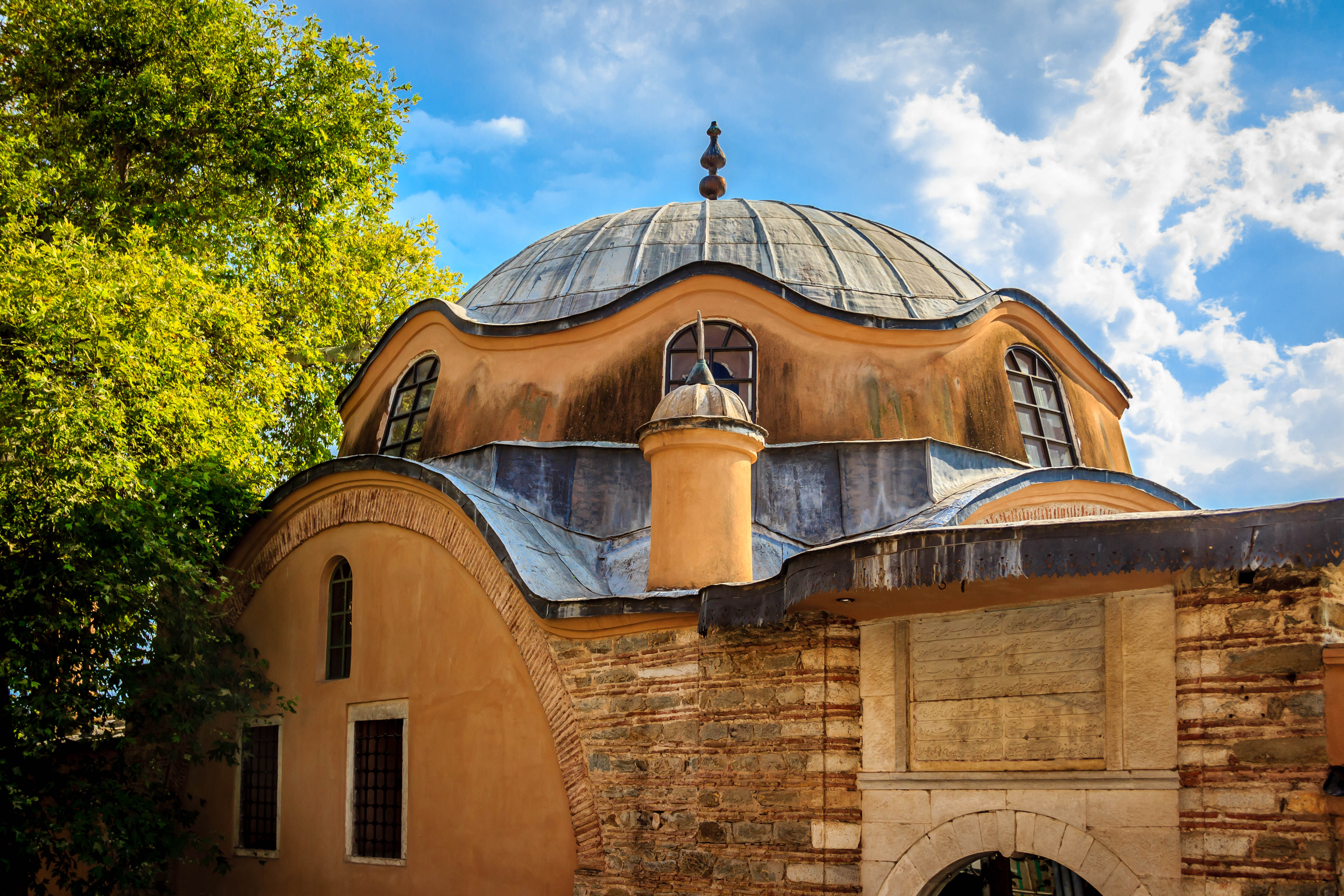
Dôme de la mosquée de l', lieu de prière d'une communauté religieuse, éducative et sociale.

Certaines mosquées préservées de l'époque ottomane constituent des lieux de prière pour une communauté particulière, notamment dans le cas des tekke. En effet, ce type de bâtiment forme en général un complexe architectural qui comprend aussi une mosquée et le tombeau d'un saint. Le tekke peut alors servir de lieu de culte pour les derviches tourneurs et comprendre des cellules où les derviches logent. Les tekke peuvent être considérés comme le pendant soufi de la madrassa, lieu d'enseignement d'un islam plus « orthodoxe ».
Le tekke Hassan-Baba, situé dans la vallée de Tempé en Thessalie, présente ainsi les vestiges d'une mosquée, tout comme le tekke Durbalı-Sultan (en) dans la région de Pharsale. Dans la ville de Kavála, l'Imaret (en), vaste complexe fondé par Méhémet Ali au XIXe siècle, comporte une mosquée qui servait de lieu de prière pour la communauté locale vouée à différentes œuvres charitables.

## Mosquées modernes actuellement dédiées au culte musulman
Le chiffre du nombre du mosquées en Thrace occidentale tend à varier selon les sources et les critères de recensement. Selon Amhed Ameen, il y aurait environ 235 mosquées sur le territoire grec en 2008, dont 131 dans le district régional de Rhodope, 83 dans le district régional de Xánthi et 21 dans celui de l'Évros, qu'il s'agisse de grandes mosquées pour la prière du vendredi (jami’) ou de petites mosquées pour la prière quotidienne (masjid). Athiná Skoularíki et Jeanne Hersant, elles, en dénombrent près de 300.
Parmi les nombreuses mosquées en Thrace occidentale ouvertes actuellement au culte musulman, on peut donner la liste suivante, non exhaustive :
|  |  |  |
|  |  |  |

| |  |  |
| Mosquées de quatre villages pomaques (de haut en bas et de gauche à droite : Orgáni, Médousa, Kottáni et Áno Thérmes). |  |  |

| |  |  |
| Extérieur de la mosquée de Karaca Ahmet à Echínos (à gauche) et intérieur de la mosquée verte à Echínos (à droite). |  |  |

- Mosquée de Saladin, Alexandroúpoli, 40° 50′ 49″ N, 25° 52′ 51″ E
- Mosquée d'Agíasma, 41° 09′ 55″ N, 25° 22′ 10″ E
- Mosquée d'Áno Thérmes, 41° 21′ 30″ N, 24° 58′ 01″ E
- Mosquée d'Arrianá, 41° 04′ 55″ N, 25° 41′ 43″ E
- Mosquée de Dokós, 41° 08′ 18″ N, 25° 35′ 50″ E
- Mosquée de Dými, 41° 10′ 10″ N, 25° 22′ 41″ E
- Mosquée de Drými, 41° 13′ 05″ N, 25° 34′ 28″ E
- Mosquée de Karaca Ahmet, Echínos, 41° 16′ 34″ N, 24° 58′ 22″ E
- Mosquée Orta, Echínos, 41° 16′ 26″ N, 24° 58′ 21″ E
- Mosquée verte, Echínos, 41° 16′ 36″ N, 24° 58′ 17″ E
- Mosquée d'Evrinós, 41° 03′ 50″ N, 25° 42′ 29″ E
- Mosquée de Fillýra 41° 07′ 17″ N, 25° 37′ 59″ E
- Mosquée de Gláfki (en), 41° 15′ 57″ N, 24° 55′ 36″ E
- Mosquée d'Ípio, 41° 04′ 54″ N, 25° 45′ 43″ E
- Mosquée de Kálchas (en), 41° 08′ 28″ N, 25° 27′ 54″ E
- Mosquée de Kárdamos, 41° 16′ 44″ N, 25° 37′ 29″ E
- Mosquée de Káto Fólia, 41° 09′ 56″ N, 25° 23′ 48″ E
- Mosquée de Káto Thérmes, 41° 21′ 05″ N, 24° 59′ 28″ E
- Mosquée de Kéntavros (en), 41° 13′ 47″ N, 24° 57′ 09″ E
- Mosquée de Kottáni, 41° 19′ 00″ N, 25° 05′ 57″ E
- Mosquée de Líkio, 41° 03′ 52″ N, 25° 41′ 05″ E
- Mosquée de Linós, 41° 07′ 59″ N, 25° 15′ 27″ E
- Mosquée de Méga Pistó, 41° 08′ 50″ N, 25° 18′ 01″ E
- Mosquée de Médousa, 41° 20′ 12″ N, 25° 03′ 06″ E
- Mosquée de Méses Thérmes, 41° 21′ 12″ N, 24° 58′ 29″ E
- Mosquée de Míschos, 41° 09′ 08″ N, 25° 18′ 55″ E
- Mosquée de Mýki, 41° 14′ 39″ N, 24° 55′ 17″ E
- Mosquée de Myrtíski, 41° 16′ 41″ N, 25° 46′ 41″ E
- Mosquée d'Orgáni, 41° 15′ 10″ N, 25° 41′ 03″ E
- Mosquée de Sápes, 41° 01′ 32″ N, 25° 41′ 44″ E
- Mosquée de Sátres, 41° 14′ 35″ N, 25° 02′ 51″ E
- Mosquée de Smigáda, 41° 16′ 25″ N, 25° 44′ 05″ E
- Mosquée de Sóstis, 41° 08′ 02″ N, 25° 16′ 33″ E
- Mosquée de Thámna, 41° 09′ 45″ N, 25° 21′ 33″ E
- Mosquée de Toxótes (en), 41° 05′ 16″ N, 24° 47′ 37″ E
- Mosquée de Vyrsíni, 41° 18′ 36″ N, 25° 48′ 28″ E
- Mosquée Gaziane, Xánthi, 41° 08′ 11″ N, 24° 54′ 02″ E

Depuis 2017, une mosquée officielle (en), attendue de longue date par la communauté musulmane, a ouvert ses portes dans le quartier de Votanikós à Athènes. La construction d'une mosquée dans la capitale grecque, la première depuis l'indépendance du pays, fut source de multiples controverses.